# Topologischer Kamm

Typologisches Kamm

Der topologische Kamm, auch als Kamm–Raum bekannt, ist ein topologischer Raum, der eine Quelle für Gegenbeispiele in der Topologie ist.

## Definition
Der Kamm–Raum ist gegeben durch
{\displaystyle K=(\{{\tfrac {1}{n}}|n\in \mathbb {N} \}\times [0,1])\cup ([0,1]\times \{0\})\cup (\{0\}\times [0,1])\subset \mathbb {R} ^{2}}
ausgestattet mit der Unterraumtopologie.
Der gelöschte topologische Kamm ist gegeben als {\displaystyle D=K\setminus (\{0\}\times (0,1))}.

## Topologische Eigenschaften
Der Kamm–Raum ist ein kompakter wegzusammenhängender topologischer Unterraum der euklidischen Ebene, welcher jedoch nicht lokal wegzusammenhängend ist, da kein Punkt aus {\displaystyle \{0\}\times (0,1]}  eine Umgebungsbasis aus wegzusammenhängenden Mengen hat.
Der gelöschte topologische Kamm ist ein Beispiel für einen topologischen Raum, der zusammenhängend, aber nicht wegzusammenhängend ist, denn es gibt keinen Weg zwischen {\displaystyle (0,0)} und {\displaystyle (0,1)}.